# Best in the World (2017)
Best in the World 2017 fue la octava edición del Best in the World, un evento de pago por visión de lucha libre profesional producido por Ring of Honor. Tuvo lugar el 23 de junio de 2017 desde el Lowell Memorial Auditorium en Lowell, Massachusetts.

## Resultados
- Team CMLL (El Terrible & Último Guerrero) derrotaron a The Kingdom (Matt Taven & Vinny Marseglia) (con TK O'Ryan) (11:10).
  - Guerrero cubrió a Marseglia después de un «Roll-Up».
- Frankie Kazarian derrotó a Hangman Page en un Strap Match (12:06).
  - Page se rindió luego de usar la correa.
- Search & Destroy (Chris Sabin, Alex Shelley, Jonathan Gresham & Jay White) derrotaron a The Rebellion (Kenny King, Rhett Titus, Caprice Coleman & Shane Taylor).
  - El equipo Search forzaron a The Rebellion a rendirse con un «Candado».
  - Después de la lucha, Punishment Martinez atacó a White con un «South of Heaven Chokeslam».
  - Como consecuencia, The Rebellion tuvo que separarse definitivamente.
- Jay Lethal derrotó a Silas Young (con Beer City Bruiser) (16:40).
  - Lethal cubrió a Young después de un «Small Package».
  - Después de la lucha, Young y Bruiser atacaron a Lethal y le aplicaron un «Frog Splash» a través de una mesa.
- Dalton Castle & The Boys derrotaron a Bully Ray & The Briscoes (Mark & Jay) (c) y ganaron el Campeonato Mundial en Parejas de Seis-Hombres de ROH (13:45).
  - Castle cubrió a Mark tras un «Inside Cradle».
- Kushida (c) derrotó a Marty Scurll y retuvo el Campeonato Mundial Televisivo de ROH (14:54).
  - Kushida cubrió a Scurll después de un «Back to the Future».
- The Young Bucks (Matt Jackson & Nick Jackson) (c) derrotaron a War Machine (Hanson & Raymond Rowe) y Best Friends (Beretta & Chuckie T) y retuvieron el Campeonato Mundial en Parejas de ROH (12:27).
  - Matt y Nick cubrieron a Chuckie después de un «Superkicks».
- Cody derrotó a Christopher Daniels (c) y ganó el Campeonato Mundial de ROH (19:18).
  - Cody cubrió a Daniels después de un «CrossRhodes».